# Beilerstraat 35 (Assen)
Het woonhuis aan de Beilerstraat 35 in de Nederlandse stad Assen is een monument.

## Beschrijving
Het huis werd omstreeks 1875 gebouwd aan de Beilerstraat en is verwant aan het Asser type, een benaming die in de stad wordt gegeven aan verdiepingsloze woonhuizen met een verhoogde middenpartij. In andere regio's wordt dit type ook wel middenganghuis genoemd. 
Het pand is opgetrokken in baksteen, heeft een geprofileerde daklijst en een met pannen gedekt afgeknot schilddak. De symmetrische voorgevel is vijf traveeën breed, met een centrale entree en een verhoogde middenpartij met dakkapel.

## Waardering
Het pand is een gemeentelijk monument.